# Vie politique
Cet article concerne une émission de télévision. Pour le concept général, voir Politique.
Vie politique est une émission de télévision politique française diffusée sur TF1 depuis le 12 juin 2016 et présentée par Gilles Bouleau.
L'émission est diffusée en direct certains dimanches, le soir à 18 h 40, à la place du magazine Sept à huit présenté par Harry Roselmack.
Elle est lancée à l'approche de l'élection présidentielle française de 2017.

## Principe
Vie politique a pour but de mettre en avant la personnalité des femmes et hommes politiques et candidats aux élections.
L'émission est composée de cinq séquences de dix minutes, dont les trois premières tentent de décrypter la personnalité de l'invité. Christophe Jakubyszyn propose également une version raccourcie de l'émission Bureau politique qu'il présente sur LCI.
Suivent deux interviews de dix minutes sur des points du programme de l'invité et ce dernier est ensuite confronté à un expert issu de la société civile.
Après la fin de l'émission, l'invité répond pendant dix minutes aux questions des internautes sur Facebook.

## Invités
(mai 2020).
| Émission n° | Date de diffusion | Parti | Parti | Invité(e)       | Fonction                                                       | Téléspectateurs                                              | PDM    | Référence(s) |
| ----------- | ----------------- | ----- | ----- | --------------- | -------------------------------------------------------------- | ------------------------------------------------------------ | ------ | ------------ |
| 1           | 12 juin 2016      |       | LR    | Alain Juppé     | Candidat à la primaire présidentielle des Républicains de 2016 | 1,77 million                                                 | 10,4 % | [ 2 ]        |
| 2           | 3 juillet 2016    |       | PS    | Manuel Valls    | Premier ministre                                               | 1,48 million                                                 | 10 %   | [ 3 ]        |
| 3           | 11 septembre 2016 |       | FN    | Marine Le Pen   | Présidente du Front national                                   | 2,32 millions (avec un pic à 3,2 millions en fin d'émission) | 16,5 % | [ 4 ]        |
| 4           | 11 décembre 2016  |       | EM    | Emmanuel Macron | Candidat à l'élection présidentielle de 2017                   | 2,53 millions                                                | 12,9 % | [ 5 ]        |